# ادهيس أولاد سيدي امحمد (الشكاوي)
ادهيس أولاد سيدي امحمد هو دُوَّار يقع بجماعة سيدي عبد الخالق، إقليم برشيد، جهة الدار البيضاء سطات في المملكة المغربية. ينتمي الدوّار لمشيخة الشكاوي التي تضم 4 دواوير. يقدر عدد سكانه بـ 964 نسمة حسب الإحصاء الرسمي للسكان والسكنى لسنة 2004.

## روابط خارجية
- البوابة الوطنية للجماعات الترابية
- المندوبية السامية للتخطيط